# The Legend of Zorro (soundtrack)
The Legend of Zorro is de originele soundtrack, gecomponeerd en gedirigeerd door James Horner voor de film The Legend of Zorro uit 2005 van Martin Campbell. Het album werd uitgebracht op 25 oktober 2005 door Sony Classical.
De partituur werd uitgevoerd door het Hollywood Studio Symphony. De muziek werd opgenomen en gemixt in de Air Lyndhurst Hall in Londen door Simon Rhodes en in de Todd-AO Scoring Stage in Los Angeles door Jay Selvester, Kirsten Smith en Marc Gebauer. Het werd bewerkt in de Abbey Road Studios in Londen door Simon Kiln.

## Tracklijst
| 1.                 | Collecting the Ballots                      | 3:27  |
| 2.                 | Stolen Votes                                | 6:31  |
| 3.                 | To the Governor's... And Then Elena         | 4:05  |
| 4.                 | This Is Who I Am                            | 3:05  |
| 5.                 | Classroom Justice                           | 1:50  |
| 6.                 | The Cortez Ranch                            | 6:35  |
| 7.                 | A Proposal with Pearls / Perilous Times     | 3:58  |
| 8.                 | Joaquin's Capture and Zorro's Rescue        | 5:00  |
| 9.                 | Jailbreak / Reunited                        | 5:36  |
| 10.                | A Dinner of Pigeon / Setting the Explosives | 5:04  |
| 11.                | Mad Dash / Zorro Unmasked                   | 3:20  |
| 12.                | Just One Drop of Nitro                      | 2:40  |
| 13.                | The Train                                   | 11:11 |
| 14.                | Statehood Proclaimed                        | 5:00  |
| 15.                | My Family Is My Life...                     | 8:14  |
| Totale duur: 75:34 |                                             |       |